# Roberts County (Texas)
Roberts County is een van de 254 county's in de Amerikaanse staat Texas.
De county heeft een landoppervlakte van 2.393 km² en telt 887 inwoners (volkstelling 2000). De hoofdplaats is Miami. In 2016 en opnieuw in 2020 was Roberts County de county in de Verenigde Staten met het grootste aantal stemmen op Donald Trump (meer dan 95%).